# 메이코추오 대교
메이코추오 대교(일본어: 名港中央大橋 메이코추오오하시[*])는 일본 아이치현 나고야시의 다리이다. 이세완간 자동차도 이세 완간도로 메이코시오미 인터체인지(나고야시 미나토구)와 메이코추오 인터체인지(나고야시 미나토구)를 잇는다. 나고야항을 횡단하는 ‘메이코 트리톤’(메이코히가시 대교, 메이코추오 대교, 메이코니시 대교) 중 하나이다.